# چیل کنار (دلگان)
چیل کنار روستایی در دهستان گنبد علوی بخش مرکزی شهرستان دلگان استان سیستان و بلوچستان ایران است.شغل اکثر مردم کشاورزی و دامداری است،آب و هوای گرم و خشک دارد.۴۵ کیلومتر از شهر دلگان فاصله دارد.پوشش مردم لباس بلوچی است. مذهب اهالی شیعه  است.

## جمعیت
بر پایه سرشماری عمومی نفوس و مسکن در سال ۱۳۹۵ جمعیت این روستا ۸۵۷ نفر (۲۰۰خانوار) بوده‌است.